# 網膜脈視症
『網膜脈視症』（もうまくみゃくししょう）は、木々高太郎の短編推理小説。1934年、『新青年』11月号に掲載された。大心池（おおころち）先生シリーズの一篇であり、作者の文壇デビュー作である。

## 発表経過
当時の『新青年』の編集長、水谷準は、探偵作家の絶対数が不足しており、科学方面の記事をうまく書きこなす筆者を求めており、工学士で作家でもある海野十三に、文章が記せて、『新青年』風の感覚が理解できそうな科学者の物色を頼んでいた。水谷の要望に適した作家として、海野が紹介した作家が木々であり、「網膜脈視症」という題名を水谷は、「舌をかみそうな題名」と評している。原稿の記し方も、達筆で、1行20字の枠に1～2字不足する位にはみ出しており、木々が相当に原稿用紙を使いこなしている人物であると判断したという。
著者自身の回想によると、昭和9年頃、海野十三は膝詰め談判で探偵小説を執筆するように、木々に勧めた、という。半分しかできなければ、後の半分は自分が記すという手紙も送っている。これに対し、木々は夏休みの避暑地で本作を書き上げている。作品は、海野・水谷両者の検閲を経ており、木々以上に作品の出来を心配したのは海野十三で、水谷準が「とにかくいゝよ」とぶっきらぼうに答えた時の安心した顔が印象的であったという。
それまでに木々は、江戸川乱歩や海野十三、ヴァン・ダイン、エラリー・クイーン、クロフツらの諸作に慣れ親しんでおり、生理学者の領域を出て、医学随筆家として注目されていた。このことを見逃さなかった海野十三によって、探偵作家木々高太郎は誕生し、処女作『網膜脈視症』は誕生したのである。
掲載にあたっても破格の扱いで、4段抜きの新聞広告で、以下のように記されていた。
ただし、「編集だより」では小酒井不木と同一視されており、医学者出身という共通点はあれども、作風や小説観の相違などは注目されてはいなかったようである。

## あらすじ
KK大学の精神病学の教授である大心池（おおころち）は、ある晩秋の日に、大学附属の精神病院で、松村真一という幻視に悩む一人の少年の診察をする。彼は生来の神経質で、3つになるまで義父である平助になつかず、逆にその年齢を超えた頃に義父を慕うようになったという。また、同じ年齢の頃まで馬への恐怖心を抱いていたが、突然馬を好きになり、今度は鼠や虫のような小動物を怖がるようになっていた。大心池は少年に白鼠を見せ、その鼠を灰色に染め、やがてメスを入れて殺したが、当初はどうという反応を示さなかった少年は、鼠の死骸を目の前に出した途端、恐怖心を露わにした。
大心池は少年の入院を許可し、学生たちに向かって、少年の動物恐怖症は、エディプス・コンプレックスから来るものとし、幻視や幻覚ではなく、網膜脈視症と名づけた症例に当たると解説し、弟子の岡村を主治医として担当させた。その上で少年の病気は両親に関連があると示唆した。
少年の義父である松村平助はブローカー業をしており、母親、美代子の述べるところによると、真一の実父は真安という帝大出の文学士であったが、美代子の父母の死と同時に肺結核に冒されて、奇跡的に一命を取り留めたと思った真一が3歳の頃に、謎の縊死をとげたという。平助はその頃から美代子に言い寄っていたが、ちょうど美代子が新橋駅で平助に会っていた時間に真安が死亡したことから、アリバイが成立し、真安は自殺と断定されたのであった。平助はその後、正式に婿入りしたが、内縁の夫という扱いのままであった。
その後、岡村と真一は同時に突如失踪した。子供は義父に連れ去られたと推理した大心池は岡村の安否を心配するが、果たして重傷を負い、入院中の岡村からのメッセージが大心池の元に届けられてきた。

## 登場人物
大心池章次
KK大学の精神病学の教授。週2回、大学で診察と臨床講義を行い、週3回KK大学の郊外の附属精神病院で診察をしている。
松村真一（まつむら　しんいち）
大心池の患者の少年。尋常小学校2年。9歳。
松村平助（まつむら　へいすけ）
真一の義父で、痩せた背の高い男。ブローカー。
松村美代子（まつむら　みよこ）
真一の母。素封家松村家の一人娘。
松村真安（まつむら　まさやす）
真一の実父で、美代子の婿。肺結核を煩い、回復の兆候が見えるも、鴨居に紐をかけて縊死を遂げる。
岡村医学士
大心池の教え子で、松村真一少年の主治医。
立田医学士
大心池の教え子で、医科大学の4年生。岡村のもとで実習をしていたため、真一少年の主治医介補になる。物語の語り手。
落合
警視庁の警部。

## 解説
- 紀田順一郎は、現代の視点からすれば、精神分析と推理小説との融合はよくあるものだが、発表当時は斬新な実験であった。江戸川乱歩や甲賀三郎が同様の作品を試みていたところから、専門家として挑戦したとも見られるが、作品発表の6年前に日本で公開された、フロイトの精神分析の初めての映画である『心の不思議』の影響があるのではないか、という意見を述べている。この映画では後年、ヒッチコックが『白い恐怖』で試みた夢の視覚化が大胆に取り入れられている。テーマが夫婦間の事柄であり、子供が関係し、解決役として精神分析医が登場する点などが共通している[3]。
- 自分の眼血管が目前に見える症状は実在するが、病気ではない（眼科医師による暗所で光源とレンズを使った検査時など）。一般には網膜脈管視現象と呼ばれる [4]。